# Спортивный парк (станция метро)
«Спортивный парк» (кор. 체육공원; Чхеюк конвон) — эстакадная станция Пусанского метро на Третьей линии. Она представлена двумя боковыми платформами. Станция обслуживается Пусанской транспортной корпорацией. Расположена в квартале Тэджо-дон административного района Кансо-гу города-метрополии Пусан (Республика Корея). На станции установлены платформенные раздвижные двери.
Станция была открыта 28 ноября 2005 года.
Как следует из названия, спортивный парк Тэджо находится рядом со станцией.
Рядом с станцией расположены:
- Спортивный парк Тэджо